# Rue de Navarre
La rue de Navarre est une voie située dans le quartier Saint-Victor dans le centre du 5e arrondissement de Paris.

## Situation et accès
Longue de près de 150 m, la rue débute rue Monge, suit un axe ouest-est en longeant le côté sud des arènes de Lutèce puis au croisement (devenu place Émile-Mâle) avec la rue des Arènes, fait un angle droit prolongeant cette dernière sur un axe nord-sud et s'achevant rue Lacépède.
La rue de Navarre est desservie à proximité par la ligne 7 à la station Place Monge (dont une des entrées est à l'extrémité ouest de la rue).

## Origine du nom
Elle porte ce nom en souvenir de l'ancien collège de Navarre voisin.

## Historique
Cette rue est probablement l'une des plus anciennes de Paris puisqu'elle donne, avec la rue des Arènes, sur le principal accès des arènes de Lutèce bâties au Ier siècle.
Durant trois siècles, elle a constitué l'extrémité de la rue Rollin (anciennement rue Neuve-Saint-Étienne-du-Mont) au-delà de la rue Monge et sa partie formant un coude à angle droit était appelée « rue de Montauban ». En 1877, elle est nommée « rue de Navarre ».

## Bâtiments remarquables et lieux de mémoire
- Les arènes de Lutèce bordent tout le côté nord de la rue et y ont leur principale entrée.
- L'entrée historique de la station de métro Place Monge se trouve proche de l'extrémité ouest de la rue.
- Au no 4 vécut Rose Valland, conservatrice de musée et résistante française, qui joua un rôle décisif dans le sauvetage et la récupération de plus de 60 000 œuvres d'art et objets divers spoliés par les nazis. Une plaque le rappelle.
- Toujours au no 4 vécut Alexandre Koyré (1892-1964), historien de la pensée scientifique, directeur d'études à l'École pratique des Hautes Études, qui mourut à cette adresse.
- Au no 9 vécut Paul Lemoine (1878-1940), géologue.
- Au no 11 vécut Émile Mâle, académicien français, historien d'art et spécialiste de l'art chrétien médiéval français, de 1900 à 1954, année de son décès. Une plaque le rappelle et la jonction de la rue des Arènes et de la rue de Navarre a été nommée place Émile-Mâle, en sa mémoire.

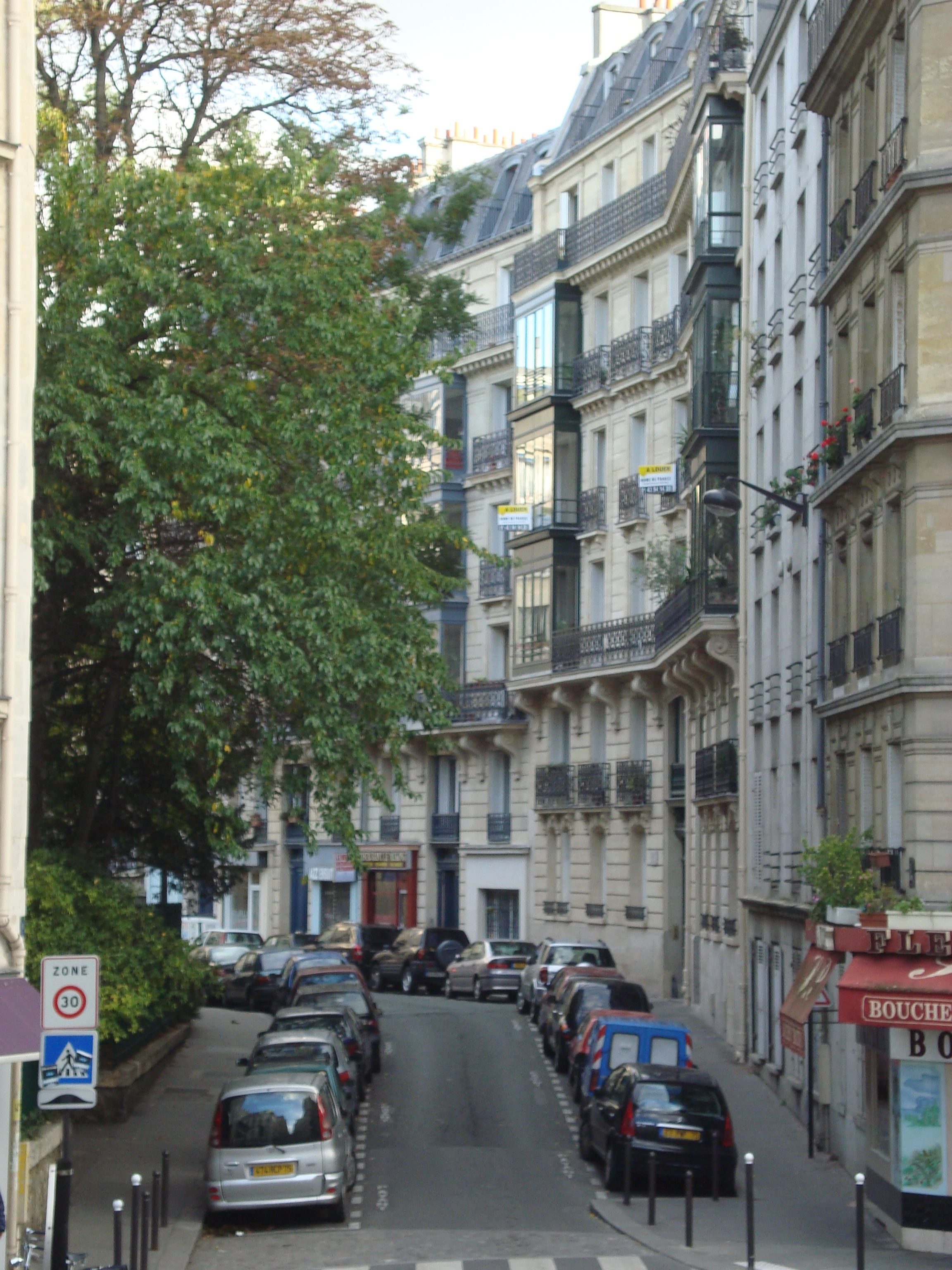
Vue de la rue de Navarre depuis l'escalier de la place Benjamin-Fondane, située de l'autre côté de la rue Monge.
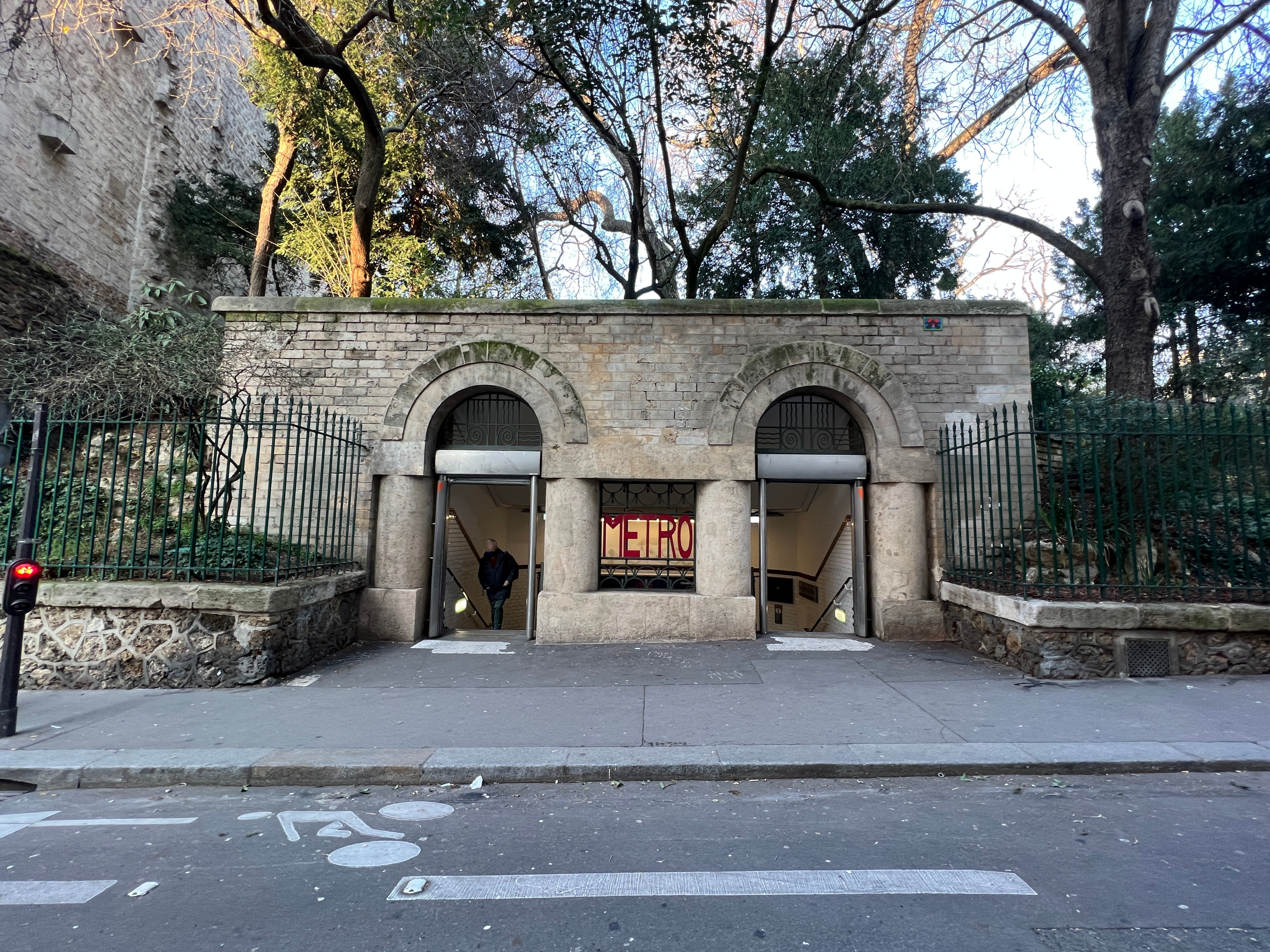
Entrée historique de la station Place Monge.
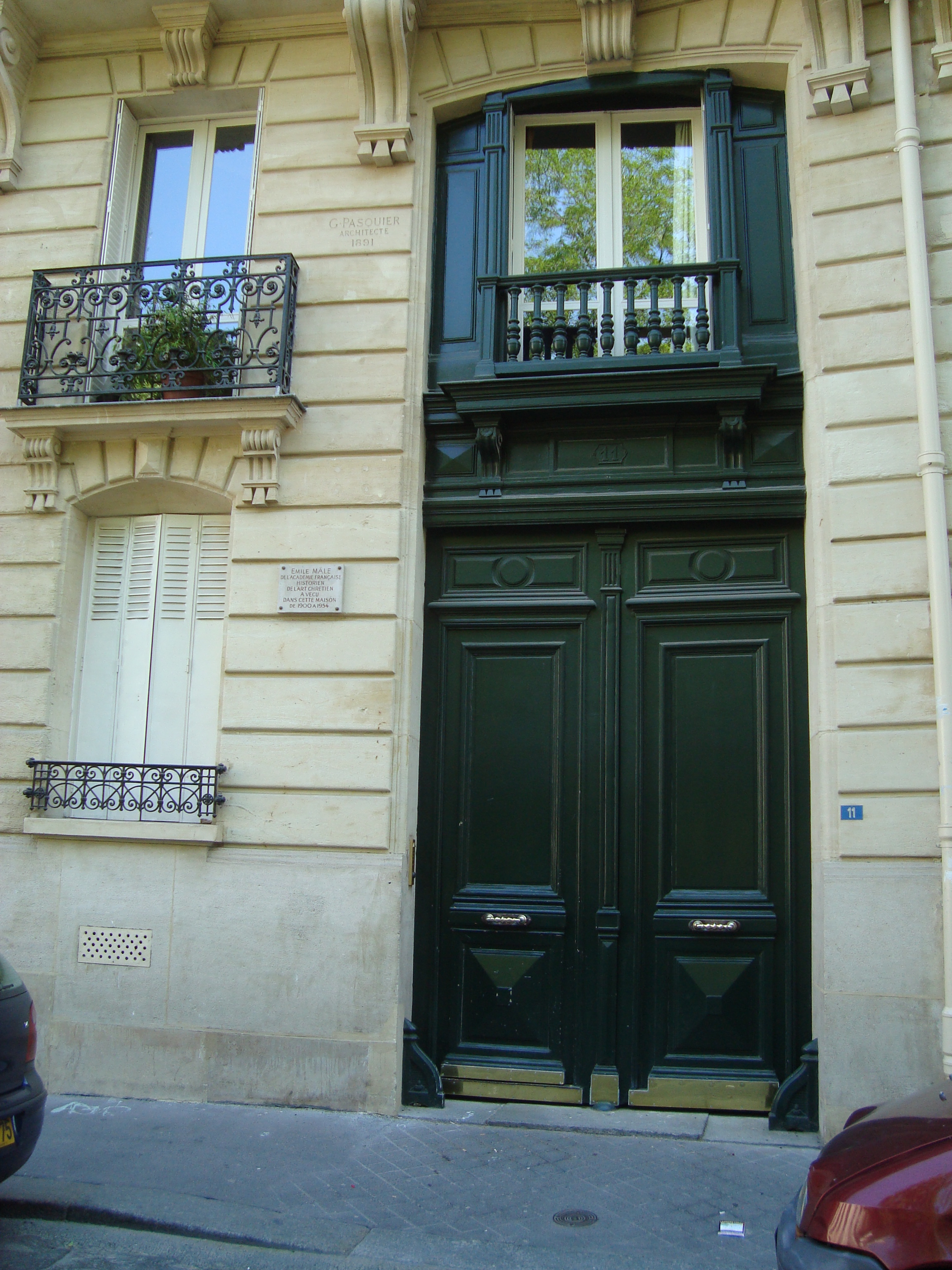
Entrée typique des immeubles de la rue faisant face aux arènes, ici au no 11 où vécut Émile Mâle.
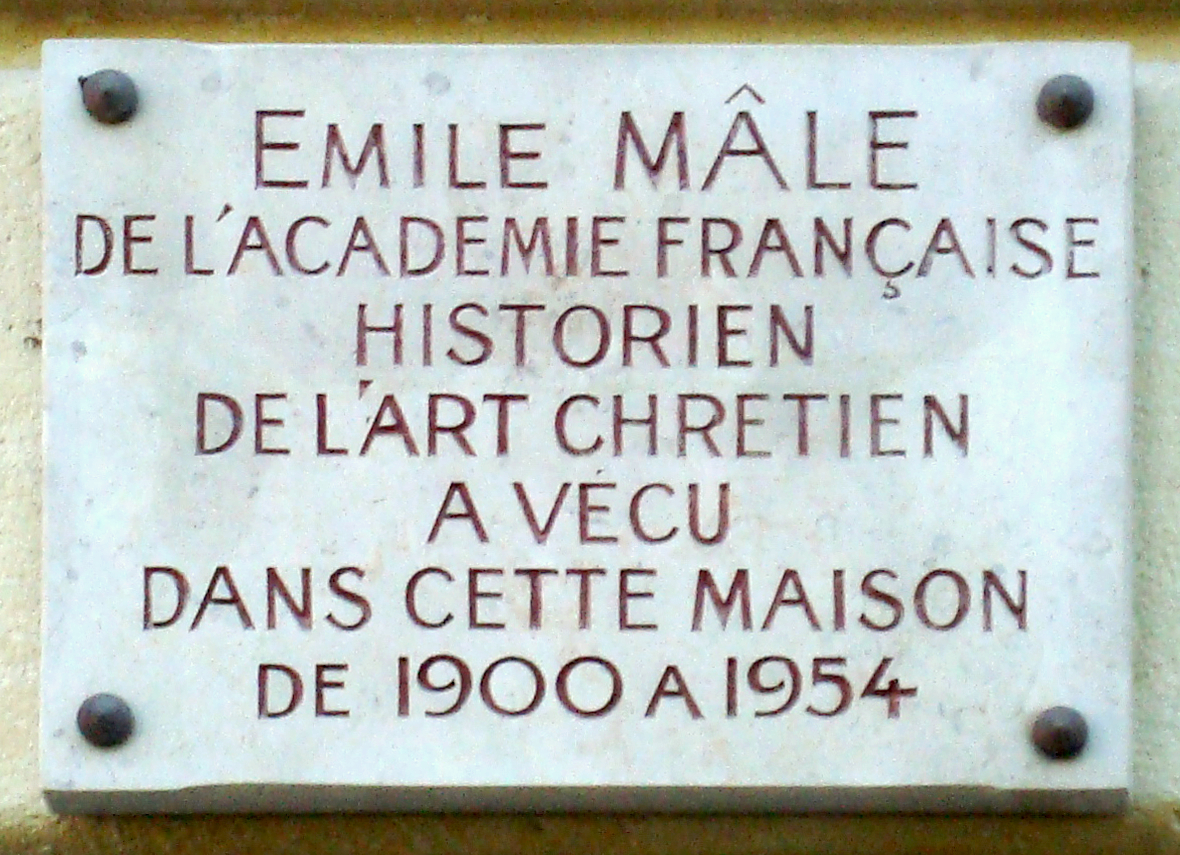
Plaque commémorative à Émile Mâle.
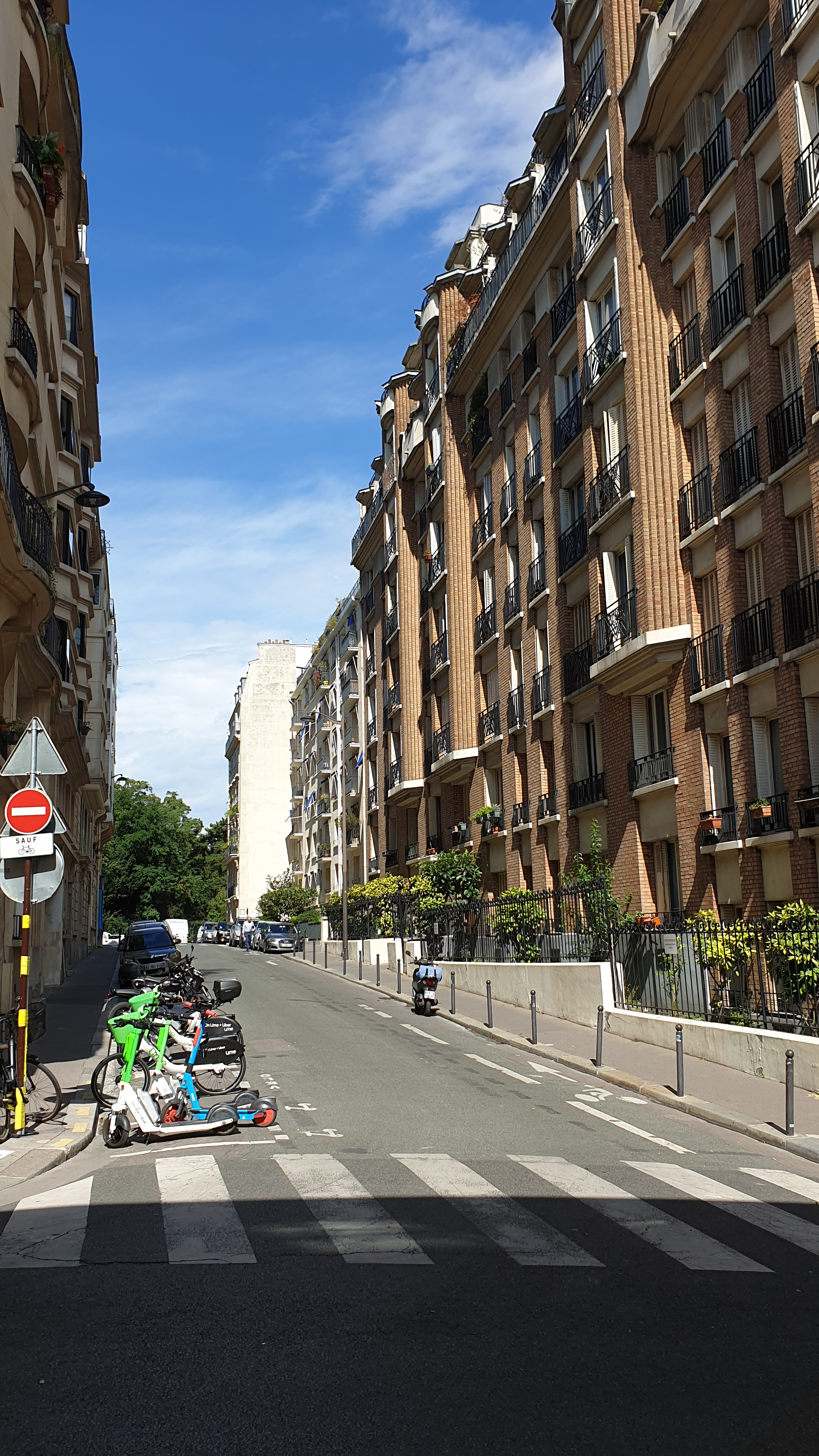
La rue de Navarre, dans sa section sud-nord, vue depuis la rue Lacépède. Rose Valland vécut dans l'immeuble en briques à droite.